# Veselý Marek

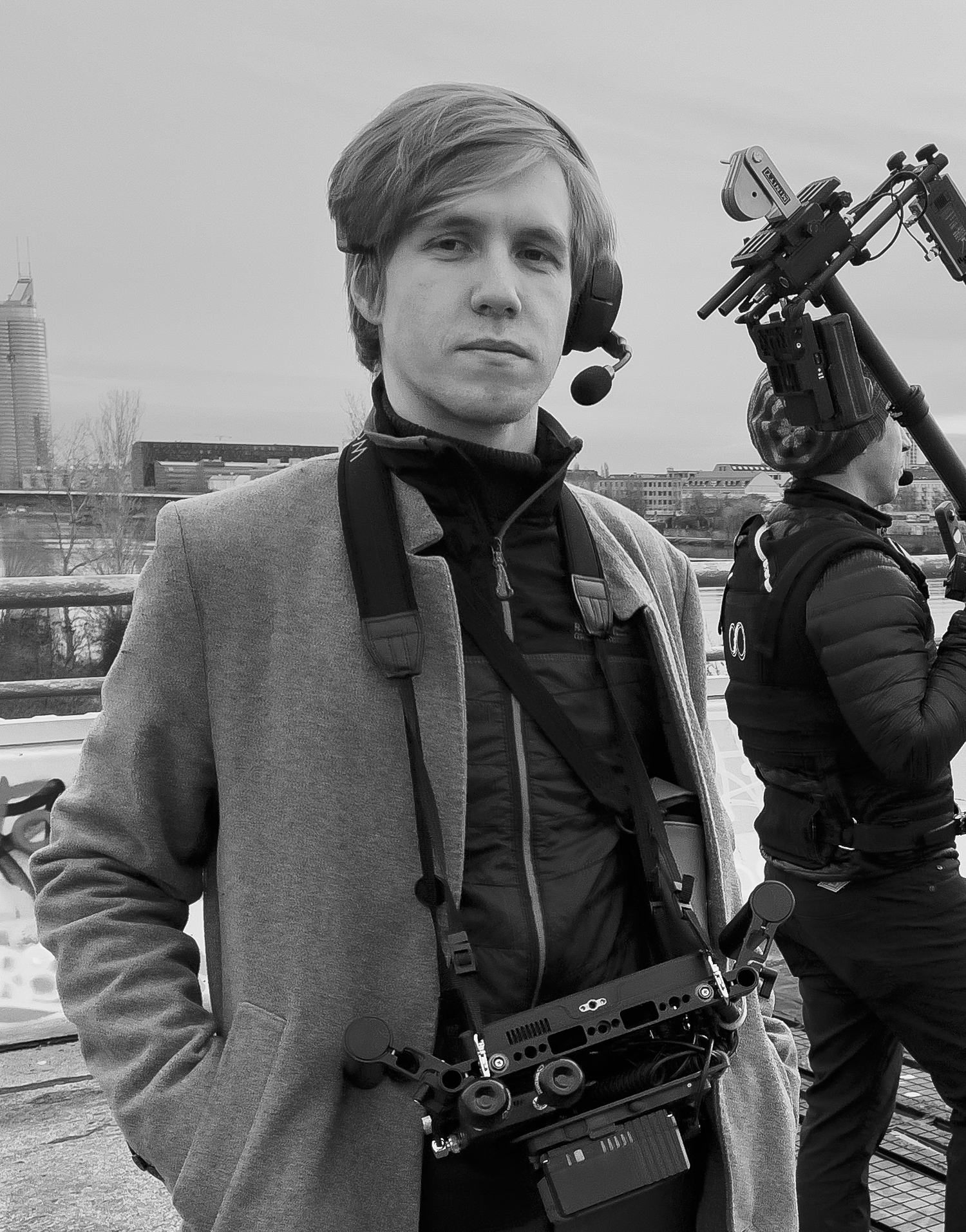
Veselý Marek (2023)

Veselý Marek (* 14. September 1996 in Košice, Slowakei) ist ein österreichischer Filmregisseur, Produzent und Drehbuchautor.

## Leben
Geboren in der Slowakei und aufgewachsen in Wien, entdeckte Marek seine Leidenschaft für das Filmemachen während seiner Ausbildung. Seine intensive Auseinandersetzung mit Werbe- und Filmproduktion führte ihn dazu, 2018 seine eigene Multimediaagentur und Filmproduktion namens Vesely Films in Österreich zu gründen. Im Jahr 2020 kam sein erster Langspielfilm „Harmonie“ auf die Leinwand. Sein Regiedebüt feierte er im Herbst 2023 mit dem Kriegsdrama „Keinen Schritt Zurück!“

## Auszeichnungen
Veselys Arbeiten wurden mehrfach bei internationalen Filmfestivals ausgezeichnet, darunter:
- Newport Beach Film Festival
- Lift-Off Global Network
- Byron Bay International Film Festival
- Nottingham Film Festival
- Boundless Film Festival

## Filmografie (Auswahl)
- 2017: Die Klartraum Methode (Kurzfilm)
- 2018: Formation (Kurzfilm)
- 2018: Die letzte Zigarette (Kurzfilm)
- 2019: Animal Control (Kurzfilm)
- 2020: Harmonie (Langspielfilm, als Produzent)
- 2023: Keinen Schritt zurück! (Spielfilm, Regie)

## Belege
1. ↑  Vesely Films
2. ↑  Keinen Schritt Zurück!

| Personendaten    | Personendaten                              |
| ---------------- | ------------------------------------------ |
| NAME             | Marek, Veselý                              |
| KURZBESCHREIBUNG | Filmregisseur, Produzent und Drehbuchautor |
| GEBURTSDATUM     | 14. September 1996                         |
| GEBURTSORT       | Košice, Slowakei                           |